# دعوت به عمل
دعوت به عمل (به انگلیسی: Call to action) یک واژه در بازاریابی است که استفاده بی‌شماری در صنعت تبلیغات و فروش دارد. دعوت به عمل به جملاتی گفته می‌شود که به عنوان نوشته‌های تبلیغاتی یا یک وب‌سایت که باعث اثرگذاری بر مشتری و در نتیجه منجر به فروش می‌شود.

## کاربرد

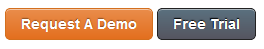
در این عکس، نمونه ای از دکمه دعوت به عمل یا (CTA) را برای ترغیب بیشتر کاربر مشاهده می‌کنید.

خیلی از روش‌های بازاریابی مانند بروشور، کاتالوگ، ایمیل و کمپین ایمیلی از دعوت به عمل استفاده می‌کنند. این دستورالعمل‌ها احساس فوریت را به کاربر منتقل می‌کنند و او را به مرحله بعد در فرآیند خرید راهنمایی می‌کنند.

در بازاریابی اینترنتی از دعوت به عمل به عنوان مکانیزمی داده‌محور برای ذخیره‌سازی داده‌های مشتریان استفاده می‌شود. کاربران با کلیک روی دکمه دعوت به عمل به صفحه‌ای روی وب‌سایت سازمان وارد می‌شوند. دعوت به عمل می‌تواند خرید یک کالا، دانلود یک بروشور، نصب نسخه آزمایشی نرم‌افزار یا هر فعالیت دیگری باشد که کاربر را به درگیر شدن در فرایند خرید کالا یا خدمت ترغیب کند. همچنین به بازاریاب‌‌ها این امکان را می‌دهد که داده‌های کلیک مشتریان در کمپین های بازاریابی را به صورت کمی تحلیل کنند.

## دعوت به عمل در فیدبک  آموزشی
تلاش‌هایی برای جمع‌آوری داده در فیدبک آموزشی در کلاس‌های آنلاین و ترکیبی انجام شده است. ایرج و همکاران، از دعوت به عمل که در بازاریابی اینترنتی متداول است، استفاده کردند تا بتوانند داده مربوط به پاسخ دانشجویان به ایمیل‌های آموزشی را ذخیره کنند. بر همین اساس توانستند بر اساس متغیرهای جمعیت شناختی و پاسخ‌های قبلی به ایمیل‌های قبلی، پاسخ دانشجویان به دعوت به عمل‌ها را پیش‌بینی کنند و الگوهای موجود در داده‌ها را شناسایی کنند.

Remove